# August Rabeneick
Die August Rabeneick GmbH war ein deutscher Hersteller von Kleinmotorrädern und Fahrrädern im Stadtteil Brackwede der ostwestfälischen Stadt Bielefeld.

## Geschichte
In den 1930er-Jahren begann August Rabeneick (1902–1992) mit dem Bau von Motorrädern. Das Produktprogramm reichte von Mofas über Mopeds bis zu Motorrädern mit 250-cm³-Motoren. Verwendet wurden zumeist ZF-Sachs-Motoren bei den Mofas und Mopeds. Ilo-Motoren wurden bei den Motorrädern über 98 cm³ eingebaut. Als Prototypen wurden auch Maschinen mit 500-cm³-Viertakt-Boxermotoren der Schweizer Firma Universal verwendet. Weiterer Prototyp war der Rabeneick Opti 250, ca. 1955. Dieser hatte einen sehr modernen Einzylinder-Viertaktmotor mit 15 PS, der von der Firma Opti entwickelt worden war. Beide Prototypen befinden sich heute in Privathand und sind im Vereinsgebäude des Motorsportclubs in Herford der Öffentlichkeit zugänglich. Mitte der 1950er-Jahre kam es auf dem Zweiradmarkt zu einer Sättigung, da vor allem Autos die Zweiräder als Fortbewegungsmittel ablösten. Bis Zweiräder als Freizeitgefährt erneut populär wurden, verging ein längerer Zeitraum, den eine Reihe von großen Zweiradfirmen aufgrund des entstehenden Preiskampfes zwischen Handel und Industrie nicht überlebten. Die Motorradproduktion bei Rabeneick wurde daraufhin Ende der 1950er-Jahre eingestellt.
Nach langen Verhandlungen mit dem damals größten Zulieferer, der Fichtel & Sachs AG aus Schweinfurt, kam es 1958 zu einer Kooperation zwischen Rabeneick und Fichtel & Sachs zwecks Teilefertigung für Kupplungen und deren Generalüberholung mit der Option einer späteren Beteiligung von Fichtel & Sachs an Rabeneick. Ende 1960 übte Fichtel & Sachs diese Beteiligung aus. Die Familie Rabeneick schied 1964 nach dem Verkauf weiterer Anteile aus dem Unternehmen aus. F&S stellte die Fahrradproduktion zugunsten des ehemaligen Konkurrenten Hercules, der schon vor der Übernahme von Anteilen an Rabeneick zu Fichtel & Sachs gehörte, 1964/65 am Standort Brackwede ein und verlagerte Teile der Produktion zu Hercules nach Nürnberg. Der Betrieb in Brackwede wurde ganz auf die Produktion von Kupplungsteilen umgestellt. Nach der späteren Übernahme von Sachs durch ZF gehört der ehemalige Rabeneick-Betrieb heute (Stand: 2014) zur ZF Friedrichshafen, die dort als Automobilzulieferer weiter Kupplungsteile herstellt.

## Radrennsport
Rabeneick betrieb einen eigenen Radrennstall. Unter anderem wurde 1949 mit Harry Saager das Rennen Grünes Band gewonnen. Ende 2014 wurde bei Aufräumarbeiten im alten Werk der August Rabeneick GmbH, dem jetzigen Werk von ZF, unter Akten, alten Prospekten und Fahrradersatzteilen ein gut 16-minütiger Film über dieses Radrennen gefunden. Diese Aufnahmen galten bis dahin als verschollen. Allerdings zeigt der mit Nitro behandelte Film nur 9 der 13 Etappen. Es wird vermutet, dass es noch einen zweiten Teil gibt, dieser blieb aber bisher unentdeckt.

## Fahrradmarke
Von der Firma Schlote aus Oldenburg kam die Anfrage, Fahrräder unter dem Namen Rabeneick produzieren zu dürfen. Die Firma Schlote (später umbenannt in Rabeneick GmbH) wurde 1999 vom Zweiradhersteller Prophete übernommen, der 2007 die Marke Rabeneick, zusammen mit den ebenfalls zu Prophete gehörenden Marken Kreidler und VSF-Fahrradmanufaktur, unter dem Dach der cycle union bündelte.

## Kunststoffverarbeitung
Aus der ehemaligen Kunststoffabteilung der Fahrradwerke August Rabeneick entstand ein kunststoffverarbeitender Betrieb, die Rabeneick GmbH. Seit 1962 entwickelt und produziert das Unternehmen Rohr- und Kabeldichtungen aus Edelstahl und Kunststoff für Ver- und Entsorgungsleitungen, Hauseinführungen und Zubehör. Geschäftsführer war bis Ende 2015 der Enkel von Firmengründer August Rabeneick. Das Unternehmen wurde von zwei Mitarbeitern übernommen und hat seinen Hauptsitz ins benachbarte Augustdorf verlegt.

## Fahrrad-Modelle

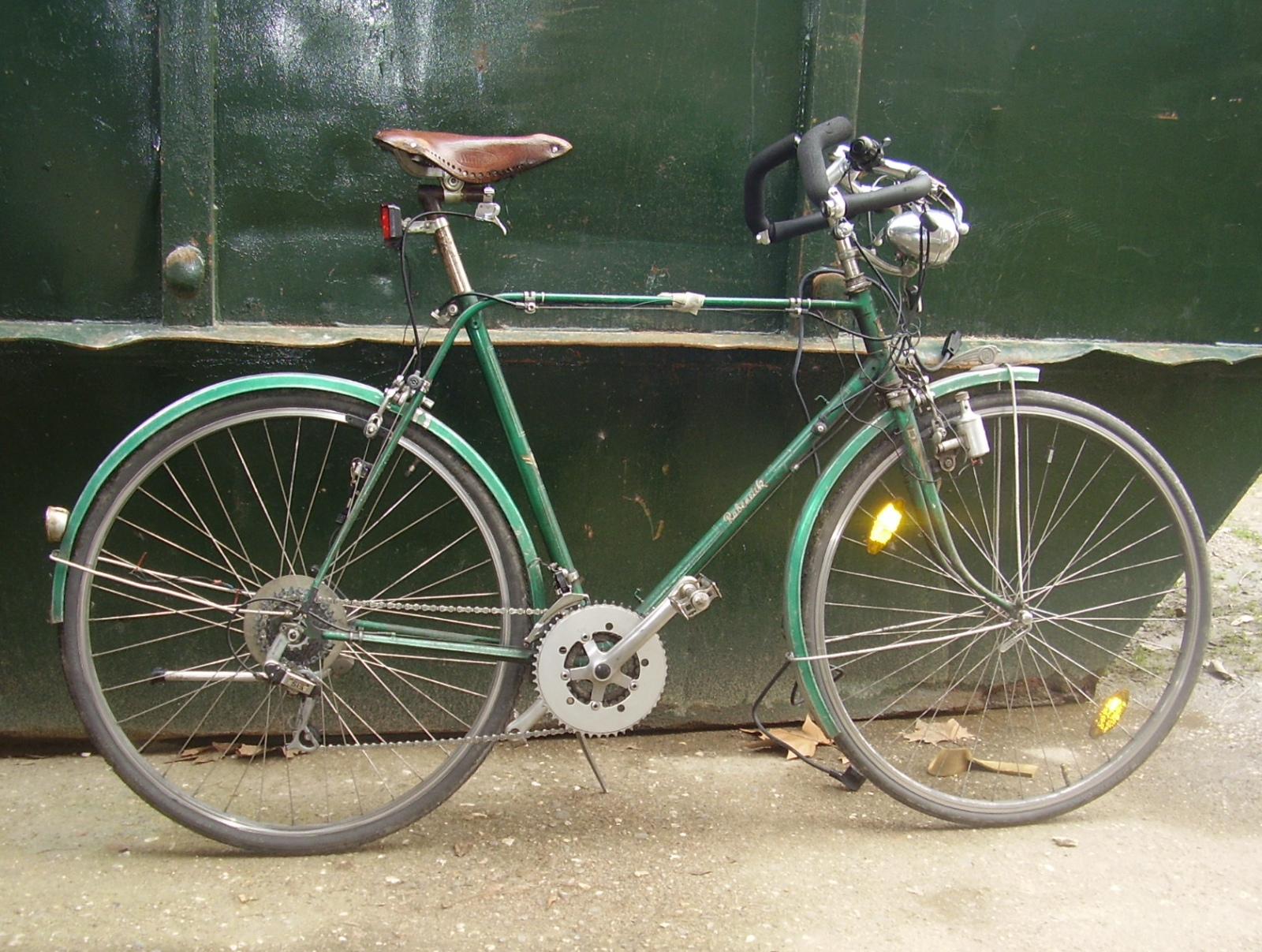
Rabeneick Modell 80

- Modell 80 (ab ca. 1956 "Pletscherplatte" unten) (Doppelrohrrahmen; Oberrohr)

## Motorrad-Modelle

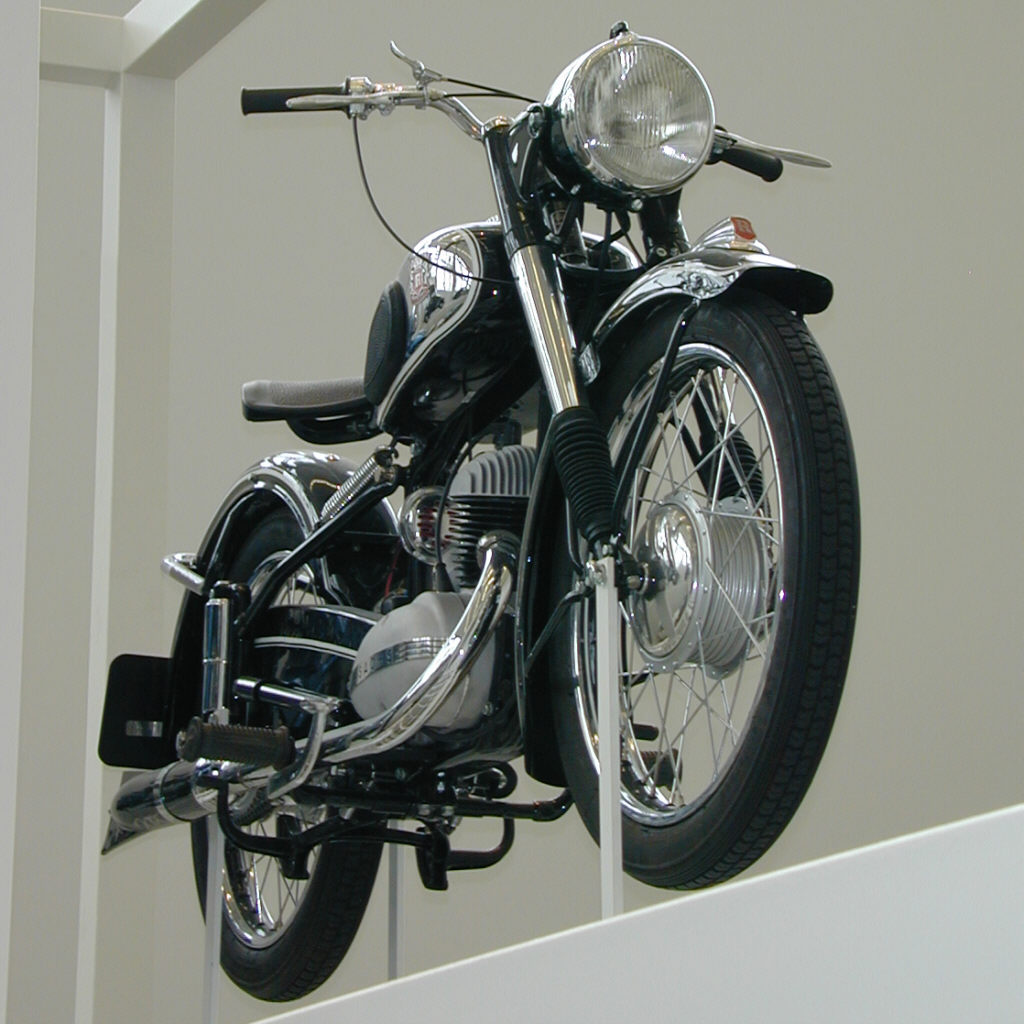
Modell "GD150", Baujahr 1954

- LM 100 (1948–49) (1 Zyl., 2-Takt von Fichtel & Sachs, 98 cm³, 2,25 PS)
- KM 100 (1950–52) (1 Zyl., 2-Takt von ILO, 98 cm³, 3,3 PS)
- LM 100 E (1950–52) (1 Zyl., 2-Takt von Fichtel & Sachs, 98 cm³, 3 PS)
- LK 100 (1952–55) (1 Zyl., 2-Takt von Fichtel & Sachs, 98 cm³, 3 PS)
- LM 100/3 (1957–62) (1 Zyl., 2-Takt von Fichtel & Sachs, 98 cm³, 5,2 PS)
- LM 104 (1962–64) (1 Zyl., 2-Takt von Fichtel & Sachs, 98 cm³, 7 PS)
- SM 125 (1950–52) (1 Zyl., 2-Takt von ILO, 123 cm³, 5,4 PS)
- SM 150 (1951–52) (1 Zyl., 2-Takt von Fichtel & Sachs, 147 cm³, 6,5 PS)
- GD 150 (1952–55) (1 Zyl., 2-Takt von Fichtel & Sachs, 147 cm³, 6,5 PS)
- SM 175 (1951–52) (1 Zyl. 2-Takt von ILO, 174 cm³, 8,5 PS)
- LS 175 (1952–55) (1 Zyl. 2-Takt von Fichtel & Sachs, 174 cm³, 9,5 PS)
- GM 175/4 (1953–55) (1 Zyl. 2-Takt von ILO, 174 cm³, 8,5 PS)
- GI 200/LI 200 (1952–55) (1 Zyl., 2-Takt von ILO, 197 cm³, 11 PS)
- SM 250/1 (1952) (1 Zyl. 2-Takt von ILO, 247 cm³, 10,5 PS)
- SM 250/2 (1951–52) (2 Zyl. 2-Takt von ILO, 247 cm³, 11 PS)
- F 250/1 (1952–55) (1 Zyl. 2-Takt von ILO, 247 cm³, 12,8 PS)
- F 250/2 (1953–57) (2 Zyl. 2-Takt von ILO, 246 cm³, 15 PS)
- SM 500 (ca. 1955)Prototyp (2 Zyl. 4-Takt-Boxermotor von Universal 500 cm³)

## Moped-Modelle

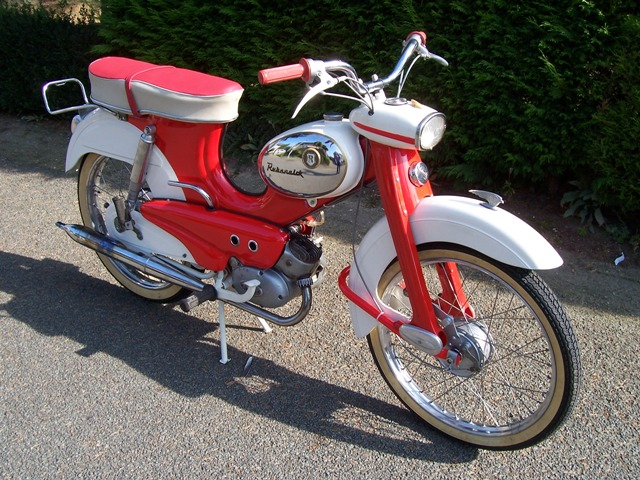
Rabeneick Binetta Star (1959)

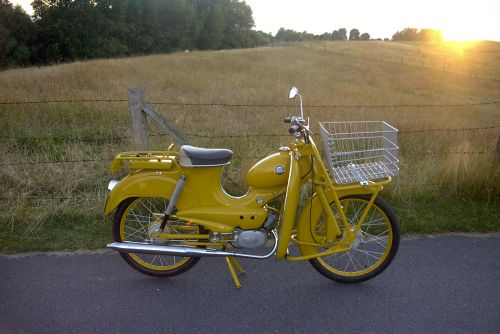
Modell Lastboy

- Taxi (1951–53) (1 Zyl., 2-Takt von Cyclemaster 33 cm³, 0,9 PS)[9]
- M 53 (1953–54) (1 Zyl., 2-Takt von Cyclemaster 33 cm³, 1 PS)
- Ilo-Moped (1953–55) (1 Zyl. 2-Takt von ILO, 49 cm³, 1,5 PS)
- Sachs-Moped (1953–55) (1 Zyl. 2-Takt von Fichtel & Sachs, 47 cm³, 1,25 PS)
- Binetta (1955–57) (1 Zyl. 2-Takt von Fichtel & Sachs oder ILO, 47 cm³, 1,25 oder 1,6 PS)
- Binetta III/Touren (1957–61) (1 Zyl. 2-Takt von Fichtel & Sachs, 47 cm³, 1,6 PS)
- Binetta III Sport (1957–60) (1 Zyl. 2-Takt von Fichtel & Sachs, 47 cm³, 1,6 PS)
- TM50 Transport (1956–60) (1 Zyl. 2-Takt von Fichtel & Sachs, 47 cm³, 1,6 PS)
- Binetta Star (1959–61) (1 Zyl. 2-Takt von Fichtel & Sachs, 47 cm³, 1,6 PS)
- Lastboy (1960–64) (1 Zyl. 2-Takt von Fichtel & Sachs, 47 cm³, 2,1 PS)
- Binetta SK (1961–64) (1 Zyl. 2-Takt von Fichtel & Sachs, 47 cm³, 1,8 PS)
- Saxonette (1962–64) (1 Zyl. 2-Takt von Fichtel & Sachs, 47 cm³, 1,8 PS)

## Kleinkraftrad
- Binetta Superstar (1960–61) (1 Zyl. 2-Takt von Fichtel & Sachs, 47 cm³, 3,2–4,3 PS)
- Binetta Super 4 (1962) (1 Zyl. 2-Takt von Fichtel & Sachs, 47 cm³, 4,3 PS)
- Binetta Super 5 (1963–64) (1 Zyl. 2-Takt von Fichtel & Sachs, Typ 50s, 47 cm³, 4,5–5,2 PS)
- KS 50 (1963) nur kurz (1 Zyl. 2-Takt von Fichtel & Sachs, Typ 50s, 47 cm³, 4,5–5,2 PS)

## Roller
- R 50 Super (1963–64) (1 Zyl. 2-Takt von Fichtel & Sachs, 47 cm³, 4,3 PS)
- R 50 (1963–64) (1 Zyl. 2-Takt von Fichtel & Sachs, 47 cm³, 2,2–2,6 PS)